# Distretto di Bergedorf
Il distretto di Bergedorf (in tedesco Bezirk Bergedorf) è il sesto distretto di Amburgo.

## Suddivisione
Il distretto di Bergedorf è diviso in 13 quartieri (Stadtteil):

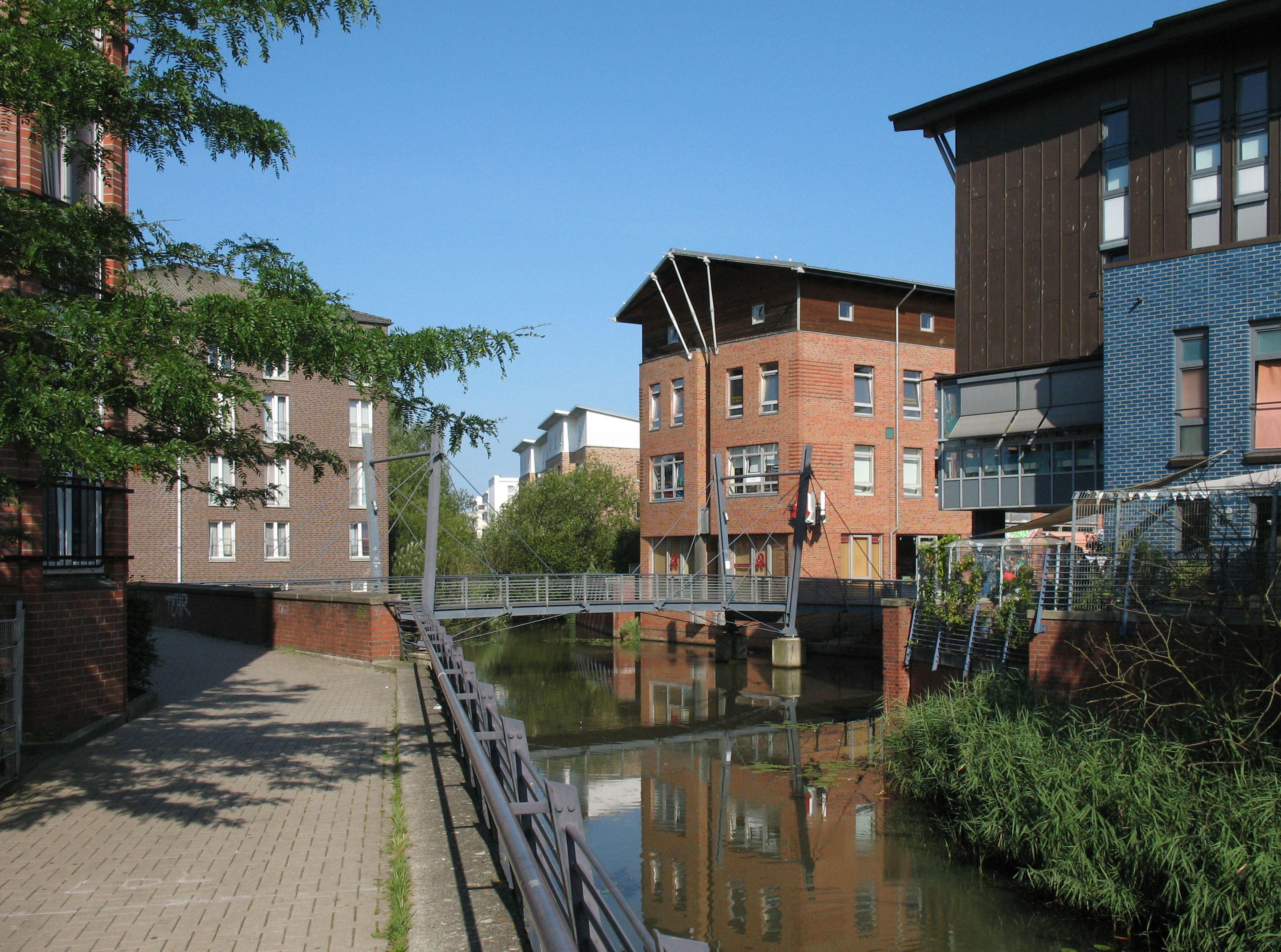
Neuallermöhe

- Allermöhe
- Altengamme
- Bergedorf
- Billwerder
- Curslack
- Kirchwerder
- Lohbrügge
- Moorfleet
- Neuengamme
- Ochsenwerder
- Reitbrook
- Spadenland
- Tatenberg

## Monumenti
- Castello di Bergedorf, nel quartiere di Bergedorf